# Fonction de Dickman

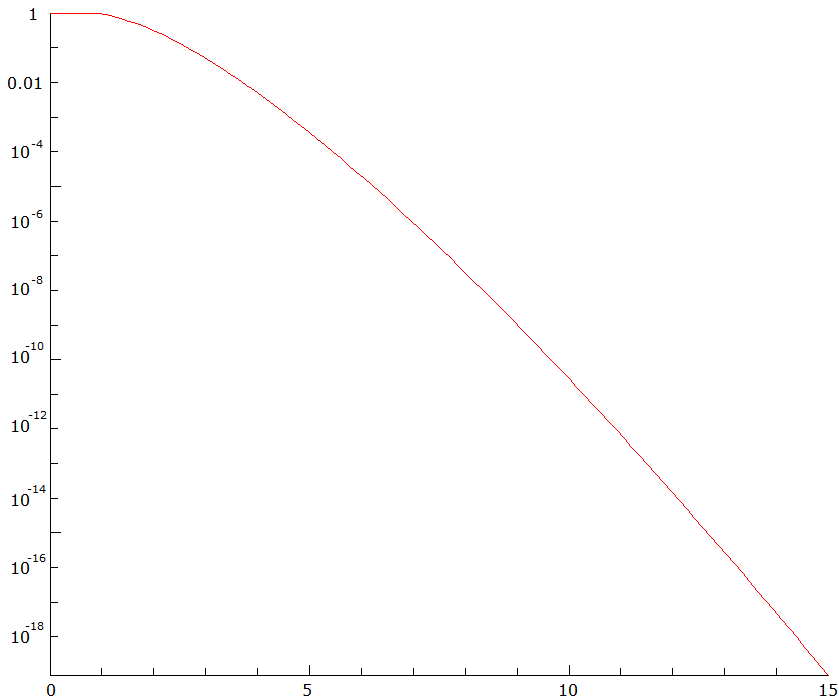
Le graphe de la fonction de Dickman–de Bruijn ρ sur une échelle logarithmique. L'axe horizontal est l'argument u, et l'axe vertical est la valeur ρ(u) de la fonction ρ.

En théorie analytique des nombres, la fonction ρ de Dickman ou de Dickman-de Bruijn  est une fonction spéciale utilisée dans l'estimation de la proportion d'entiers friables jusqu'à une certaine borne.
Elle fut étudiée pour la première fois par l'actuaire Karl Dickman, qui la définit dans son unique publication mathématique. Elle est étudiée plus tard par le mathématicien néerlandais Nicolaas Govert de Bruijn,.

## Définition
La fonction de Dickman-de Bruijn ρ est l'unique fonction continue, définie sur R+*, qui est dérivable sur ]1, +∞] et satisfait l'équation différentielle à retard
{\displaystyle (\ast )\qquad u\rho '(u)+\rho (u-1)=0}
pour tout u > 1, ainsi que la condition initiale ρ(u) = 1 pour 0 ≤ u ≤ 1.

## Propriétés
Dickman a montré que pour tout u≥1 fixé, on a lorsque x tend vers l'infini
{\displaystyle \Psi (x,x^{1/u})\sim x\rho (u)\,}
où Ψ(x,y) est le nombre d'entiers y-friables inférieurs à x. La version la plus uniforme connue[réf. nécessaire] actuellement[Quand ?] est due à Hildebrand et stipule que pour tout ε > 0 fixé,
{\displaystyle \Psi (x,x^{1/u})=x\rho (u)\left\{1+O_{\varepsilon }\left({\frac {u\log(u+1)}{\log x}}\right)\right\}}
lorsque u < log x/(log log x)5/3+ε, où {\displaystyle O_{\varepsilon }} est la notation de Landau[précision nécessaire].

## Applications
La principale utilité de la fonction de Dickman-de Bruijn est l'estimation de la proportion d'entiers qui sont friables et d'une taille donnée. Cela intervient dans l'optimisation de certaines preuves et constructions en théorie des nombres, ainsi qu'en théorie algorithmique des nombres.
On peut montrer par exemple que
{\displaystyle \Psi (x,x^{1/u})=xu^{-u+o(u)}}
lorsque u tend vers l'infini et u < log x/log log x. Cela est lié à l'approximation ρ(u) ≈ u-u détaillée ci-dessous, et a une grande utilité dans le théorème d'Erdös-Rankin sur les grands écarts entre nombres premiers.
La constante de Golomb–Dickman peut être définie en termes de la fonction de Dickman–de Bruijn.

## Estimation
En première approximation, on a ρ(u) ≈ u-u. Une estimation plus précise est
{\displaystyle \rho (u)\sim {\frac {1}{{\sqrt {2\pi u}}\log u}}\exp(-u\xi +\operatorname {Ei} (\xi ))}
lorsque u tend vers l'infini, où Ei est l'exponentielle intégrale et ξ est l'unique solution réelle positive de l'équation
{\displaystyle \mathrm {e} ^{\xi }-1=u\xi }.
Une majoration simple est ρ(u) ≤ 1/Γ(u+1), où Γ est la fonction Gamma d'Euler.
| {\displaystyle u} | {\displaystyle \rho (u)} |
| ----------------- | ------------------------ |
| 1                 | 1                        |
| 2                 | 3,069 × 10-1             |
| 3                 | 4,861 × 10-2             |
| 4                 | 4,911 × 10-3             |
| 5                 | 3,547 × 10-4             |
| 6                 | 1,965 × 10-5             |
| 7                 | 8,746 × 10-7             |
| 8                 | 3,232 × 10-8             |
| 9                 | 1,016 × 10-9             |
| 10                | 2,770 × 10-11            |

## Calcul numérique
Pour chaque intervalle du type [n - 1, n], où n est un entier strictement positif, il existe une fonction analytique ρn telle que  ρn(u) = ρ(u) lorsque  n-1 < u ≤ n. Ces fonctions peuvent être déterminées par récurrence à partir de l'équation (*). Ainsi,  ρ1(u) = 1,  ρ2(u) = 1-log u, et
{\displaystyle \rho _{3}(u)=1-(1-\log(u-1))\log(u)+\operatorname {Li} _{2}(1-u)+{\frac {\pi ^{2}}{12}}}
où Li2 est le dilogarithme. Les fonctions ρn peuvent également être exprimées sous forme d'une série entière dont les coefficients sont explicites.

## Généralisation
Friedlander définit un analogue  σ(u,v) de ρ(u), qui est également définie comme la solution d'un système d'équations différentielles aux différences. Cette fonction est utile dans l'estimation du nombre Ψ(x, y, z) des entiers inférieurs à x, dont tous les facteurs premiers sont compris dans l'intervalle ]z, y] (avec z<y). On a en effet, lorsque u et v sont fixés avec 1 ≤ u < v, et lorsque x tend vers l'infini,
{\displaystyle \Psi (x,x^{1/u},x^{1/v})\sim x\sigma (u,v).}